# Puliciphora profana
Puliciphora profana är en tvåvingeart som beskrevs av Borgmeier 1960. Puliciphora profana ingår i släktet Puliciphora och familjen puckelflugor. Inga underarter finns listade i Catalogue of Life.